# Paul Bassim
 Paul Bassim OCD (* 14. November 1922 in Zgharta, Libanon; † 21. August 2012) war Apostolischer Vikar von Beirut. 

## Leben
Paul Bassim stammte aus einer maronitisch-libanesischen Familie. Er trat der Ordensgemeinschaft der Unbeschuhten Karmeliten bei und empfing am 29. Juni 1946 die Priesterweihe.
Papst Paul VI. ernannte ihn am 8. September 1974 zum Titularbischof von Laodicea ad Libanum und zum Apostolischen Vikar der lateinischen Christen im Libanon mit Sitz in Jeita. Der Apostolische Nuntius im Libanon und Apostolische Pro-Nuntius in Kuwait, Alfredo Bruniera, spendete ihn am 24. November desselben Jahres die Bischofsweihe; Mitkonsekratoren waren Nasrallah Pierre Sfeir, Weihbischof in Antiochien, und Bonaventure Akiki OFM, Apostolischen Vikar von Aleppo. 
Bassim war Mitglied der Konferenz der Lateinischen Bischöfe in den arabischen Regionen. Er war u. a. verantwortlich für die Seelsorge für afro-asiatischen Migranten (PCAAM), die als Wanderarbeiter in den arabischen Regionen lebten.
Am 30. Juli 1999 nahm Johannes Paul II. seinen altersbedingten Rücktritt an.